# José Ángel Trigo
José Ángel Trigo Reina (Madrid, España, 3 de agosto de 1988) es un actor español,

## Biografía
José Ángel Trigo es un actor que ha trabajado tanto en teatro como en televisión.

## Series de televisión
| Año         | Título                         | Personaje               | Capítulos     |
| ----------- | ------------------------------ | ----------------------- | ------------- |
| 2009        | Un golpe de suerte             |                         | 4 capítulos   |
| 2009 - 2010 | El internado                   | Rubén Bosco             | 23 capítulos  |
| 2011        | Homicidios                     | Javier Durán            | 2 capítulos   |
| 2011 - 2012 | Amar en tiempos revueltos      | Alejandro Santamaría    |               |
| 2011        | Rocío Dúrcal: Volverte a verte |                         | 1 capítulo    |
| 2012        | Carmina                        | Cayetano Rivera Ordóñez | 1 capítulo    |
| 2016 - 2017 | Centro medico                  |                         | 2 capítulos   |
| 2023        | Mía es la venganza             | Bosco San Román         | 110 capítulos |